# 2 Originals Of Neu!
2 Originals of Neu! es un recopilatorio del grupo alemán de krautrock Neu!, de los dos primeros álbumes del mismo (Neu! y Neu! 2, de 1972 y 1973 respectivamente). Este compilado fue lanzado en 1977 y consiste en dos discos de vinilo.

## Lista de temas
Todas las canciones fueron escritas por Klaus Dinger y Michael Rother.

### Disco 1 (Neu!)

#### Lado A
1. "Hallogallo" - 10:07
2. "Sonderangebot" - 4:51
3. "Weissensee" - 6:46

#### Lado B
1. "Im Glück" - 6:52
2. "Negativland" - 9:47
3. "Lieber Honig" - 7:18

### Disco 2 (Neu! 2)

#### Lado A
1. "Für immer"
2. "Spitzenqualität"
3. "Gedenkminute (für A + K)"
4. "Lila Engel"

#### Lado B
1. "Neuschnee 78"
2. "Super 16"
3. "Neuschnee"
4. "Cassetto"
5. "Super 78"
6. "Hallo Excentrico!"
7. "Super"